# Need for Speed: Underground 2
Need for Speed: Underground 2 trkaća je videoigra na više platformi i osmi dio u seriji Need for Speed, izravni nastavak igre Need for Speed: Underground. Razvila ga je i objavila tvrtka Electronic Arts 2004. za Microsoft Windows, Game Boy Advance, GameCube, PlayStation 2, Xbox, PlayStation Portable, Nintendo DS i mobilne telefone. Kao i njegov prethodnik, bio je i komercijalno uspješan, prodavši oko 11 milijuna primjeraka diljem svijeta i obarajući rekorde prodaje u Ujedinjenom Kraljevstvu.
Igra uključuje ugađanje automobila za ulične utrke, nastavljajući priču o Need for Speed: Undergroundu. Need for Speed: Underground 2 nudi nekoliko novih značajki, poput šire prilagodbe, novih metoda odabira utrka, načina "istraživanja" u velikom gradu poznatom kao "Bayview". Gradsko središte bilo je sa sjedištem u Philadelphiji, Beacon Hill je bio temeljen na Beverly Hillsu, Coal Harbour je bio sa sjedištem u Camdenu u New Jerseyju, a područje Stadium na stadionu Paul Brown u Cincinnatiju. Brooke Burke glas je Rachel Teller, osobe koja vodi igrača kroz igru. Priča o igri predstavljena je u stripu.
Igra je prenesena na PlayStation Portable, pod naslovom Need for Speed: Underground Rivals. Nintendo DS port uvodi novu značajku u kojoj igrač može dizajnirati prilagođene naljepnice za ukrašavanje bilo kojeg vozila u igri.
Nakon igre slijedila je Need for Speed: Most Wanted 2005. godine, s radnjom koja nije povezana s podzemnim igrama. 

## Radnja igre
Priča počinje nakon što je igrač pobijedio Eddieja i njegovu uličnu bandu - "The Eastsiders" zajedno s Melissom u Olympic Cityju, a sada je cijenjen kao najbolji ulični trkač u Olympic Cityju. Nakon utrke, nepoznati muškarac zove igrača s "pozivom" da se pridruži njegovom timu i da "ne prihvaća "ne" kao odgovor". Igrač završava poziv bez odgovora i počinje voziti na zabavu, ali ga zasjeda Hummer H2 koji nabija njegov Nissan Skyline GT-R, uništavajući ga. Muškarac s tetovažom kose na ruci zove kako bi potvrdio da se "pobrinuo za problem".
Šest mjeseci kasnije, igrač se ukrcava u zrakoplov za Bayview sa Samanthinom porukom o sreći koja se također odnosi na njezinu prijateljicu, Rachel Teller. Igrač stiže u Bayview, kupuje svoj prvi automobil novcem koji mu je osiguralo osiguranje na svom ukupnom Nissan Skylineu te ponovno počinje utrkivati. Igrač ubrzo stječe slavu i sponzorske ugovore osvajanjem utrka te privlači pozornost "The Wraithsa" i njihovog vođe, Caleba Reecea. Otkriveno je da je Caleb vozač Hummera koji je razbio auto u Olimpijskom gradu.
Rachel otkriva igraču da Caleb pokušava preuzeti kontrolu nad trkaćom scenom u Bayviewu manipulirajući sponzorskim ugovorima u svoju korist, prijeteći igračevoj egzistenciji i Rachelinoj vezi sa sponzorima. Caleb pokušava natjerati igrača da izgubi turnir Underground Racing League stavljanjem Nikki Morris, članice Wraitha, na isti turnir s igračem. To na kraju ne uspijeva i Nikki napušta Wraithse nakon što ju je Caleb osudio zbog gubitka; ona se zatim pridružuje Rachel i igračevoj strani. Nikki ih upozorava na posljedice Calebova plana ako preuzme gradsku scenu uličnih utrka.
Očajnički želeći zaustaviti igrača, Caleb na kraju stavlja sve preostale članove Wraithsa na turnir Underground Racing League protiv igrača, koji ne uspijeva i nakon što je izgubio drugog sponzora, Caleb izaziva igrača na obračun. Igrač pobjeđuje u utrci i slavi s Rachel i Nikki, dok Caleb ostaje nesolventan i poražen.
Taj događaj učvršćuje status igrača kao najbolji Underground trkač u Bayviewu.

## Igra
Načini utrkivanja približno su slični Undergroundu; jedan trkački način je izbačen iz igre (Knockout). Ipak, opcija Knockout dostupna je za utrke Circuit u utrkama bez karijere.
- Kružna utrka (Circuit race) - standardna je utrka koja uključuje do četiri automobila koja voze oko staze koja se sama vraća na startnu liniju. Kružna utrka obično ima minimalno 2 kruga do maksimalno 5 krugova.
- Sprint utrka (Sprint race) - je utrka od točke do točke koja uključuje najviše četiri vozila.
- Drifting - je jedan od tehničkih aspekata Undergrounda 2. Na stazama "parkade" igrač driftuje s do 3 druga natjecatelja istovremeno na parkade stazama. Bodovi se dodjeljuju kada igrač uspješno klizne automobilom i završi svaki drift bez udarca u zidove ili promet. Nije dopušten dušikov oksid (nitrous). Postoje i događaji drifta nizbrdo u kojima igrač zanosi auto dok napreduje niz stazu od vrha do dna. U nizbrdicama nema drugih trkača, ali postoji normalan gradski promet. Igrači povećavaju svoje bodove klizeći pored gradskih automobila. Za razliku od Undergrounda, vrijeme ovdje igra ključnu ulogu, osobito u parkademskim stazama; ako protivnici prijeđu ciljnu liniju daleko prije igrača, počet će mjerač vremena od 30 sekundi unutar kojeg će igrači morati skupljati drift bodove dok mjerač vremena ne istekne ili dok ne prijeđu ciljnu crtu.
- Drag racing - je još jedan tehnički aspekt igre; ravnocrtna utrka koja prisiljava igrače da koriste ručni mjenjač. Kao i Underground, upravljanje u ovom načinu rada pojednostavljeno je kako bi jednostavno omogućilo promjenu trake, dok igra upravlja upravljanjem duž traka. HUD u ovom načinu rada je uvećan i prikazan s obje strane zaslona; stavljajući naglasak na njihovo praćenje, posebno brojača okretaja i temperature motora. Položaj igrača bit će izgubljen ako se sudari u promet ili prepreke ili pregrije motor zbog dugotrajnog crpljenja.

Osim ovih, četiri nove varijacije utrka također su ponuđene u Undergroundu 2:
- Street X - način sličan je kružnim utrkama, samo što se odvijaju na zatvorenim i uskim stazama. Na ovom događaju sudjeluju najviše 4 trkača. Kao i drift način rada, ovaj način rada onemogućuje upotrebu dušikovog oksida.
- Underground Racing League (URL) - je skup turnira koji se održava na određenom skupu zatvorenih staza izvan gradskih ulica - bilo stvarnih trkaćih staza ili aerodromskih pista. URL turniri obično se sastoje od jedne do tri utrke, s do šest automobila (u načinu karijere i na mreži). Na turnirima s dvije ili više utrka koristi se bodovni sustav. Na kraju svake utrke vozači dobivaju određeni broj bodova ovisno o svom položaju na utrci. Ukupni rezultat na kraju ovih utrka određuje pobjednika turnira.
- Posebni događaji - oni su slični sprintovima koji namjeravaju doći do ciljane točke na karti, koja je "fotograf", a igrač mora doći do cilja u određenom vremenskom roku. Postizanje ovoga nagradit će igrača naslovnicom časopisa.
- Nadmašivanja (Outruns) - dok je u slobodnom kretanju, igrač može izazvati određene protivničke automobile (protivnički automobil koji će pretrčati imat će jaka zadnja svjetla, slično igračima u automobilima kada koriste dušikov oksid) u "pretrčavanju", gdje je cilj započeti pretrčavanje a zatim udaljiti svoj automobil od protivničkog automobila za 300 metara (1.000 stopa). Igrač može izabrati kada započeti pretrčavanje te može krenuti bilo kojim putem i/ili upotrijebiti taktiku za postizanje ovog cilja, pod uvjetom da prednjači. Svaka faza, uključujući prvu fazu, ima ograničen broj nadmašivanja koja igrač može pobijediti. Na primjer, u uvodnoj fazi u kojoj igrač vozi Rachelin automobil, mogu se osvojiti 3 pobjede. Nakon što su osvojili dovoljan broj pretrčavanja za pozornicu, protivnički automobili koji su nadmašili prestaju se pojavljivati. Nakon završetka karijere, nema ograničenja u broju dopuštenih pobjeda. Ovisno o etapi, nakon što je osvojio određeni broj pretrčavanja, igrač je nagrađen jedinstvenim ulogom. Neke faze omogućuju igraču da napravi niz nadmašenih sekvenci, nagrađujući igrača s više jedinstvenih dijelova (po jedan za svaku osvojenu seriju nadmašivanja). Način pretrčavanja sličan je načinu rada videoigara Tokyo Xtreme Racer i Wangan Midnight, koje koriste zdravstvene trake umjesto udaljenosti za određivanje pobjednika.

Utrke su podijeljene u 5 "etapa". Nakon što je bilo koja etapa dovršena, mjesta utrke te etape bit će zamijenjene odgovarajućim u sljedećoj etapi. Značajka "Karta svijeta" uključuje izbornik utrka za sve prethodne etape, označavajući utrke koje su završene, a koje se tek trebaju završiti. Nakon završetka faze 2 do faze 5 (ove faze zahtijevaju završetak određenog broja "DVD" događaja), uvijek će biti 8 sponzorskih utrka koje se neće dovršiti, jer igrač mora izabrati jednog sponzora po etapi i može trčati samo 3 od 11 jedinstvenih sponzorskih utrka, ostavljajući 8 sponzorskih utrka nepotpunima na kraju svake etape. One se mogu pokrenuti samo pomoću karte svijeta. Zbog greške u igri (barem na PC verziji), ako trčite nedovršenu utrku s karte svijeta, neće se dodijeliti kredit (gotovina ili rep), osim ako se igrač restartuje barem jednom nakon početka utrke.
Underground 2 jedinstven je u seriji Need for Speed u smislu da zahtijeva od igrača da se odveze do određenog mjesta u gradu kako bi započeo utrku (druge igre omogućuju igraču da odabere utrku s izbornika). Većina utrka označena je na radaru u igri, ali neke su skrivene i igrač ih mora potražiti, ako ih odluči igrati. Sljedeće značajke pomažu igračima u tom pogledu:
- Mobitel / SMS sustav - Tijekom igranja igrači će povremeno primati telefonske pozive ili tekstualne poruke. Igra održava popis poruka i podataka o igri koji se mogu pregledati putem sustava izbornika.
- Ikone gotovine i informacije - Svaka faza, uključujući uvodnu fazu, uključuje skup ikona koje lebde razbacane po svijetu igara. Dok igrač istražuje kartu u besplatnom kretanju, igrač prima novčanu nagradu i/ili podatke dok igrač otkrije i prođe kroz svaku od ikona.

### Vozila
Kao i u Need for Speed: Underground, Underground 2 nastavlja nuditi slična vozila za kupnju i izmjene, od kojih se većina sastoji od japanskih modela poput Nissana 240SX, Nissana Skyline R34 ili Mitsubishi Eclipse, s nekim europskim i američkim modelima. Također, Underground 2 je prva igra iz serije Need for Speed koja nudi tri SUV -a kao trkaća vozila. Također, to je druga igra u Need for Speed seriji nakon Undergrounda koja nudi automobil korejske proizvodnje (Hyundai Tiburon) kao trkaće vozilo. Postoje dvije verzije igre, američka i EU, gdje svaka verzija ima 29 od 31 mogućeg automobila: američka verzija ima Acuru RSX i Hondu Civic, dok EU verzija umjesto toga ima Peugeot 106 i Vauxhall Corsu, ostatak od 27 automobila u obje verzije su isti.

### Prilagođavanje
Prilagođavanje u Undergroundu 2 značajno je prošireno u odnosu na prethodne iteracije iz serije. Vizualno prilagođavanje proširilo se mogućnošću prilagodbe prednjih i stražnjih odbojnika automobila, bočnih suknji, spojlera, poklopca motora, vrhova ispušnih plinova, vrata, krovnih lopatica, kotača (uključujući mogućnost stavljanja okretača), prednjih i stražnjih svjetala, bočnih retrovizora i boje. Mogu se dodati i vinili i naljepnice, kao i auto stereo uređaji (zvučnici, pojačala i subwooferi), hidraulika, dušične boce i pod neonskim sjajem. Većina vizualnih izmjena automobila nema stvarni učinak na performanse vozila. Zvučni sustavi, na primjer, mogli su se staviti u prtljažnik automobila, ali nisu imali drugu svrhu osim vizualnih znakova. Hidraulika se može koristiti u kombinaciji s dušikom na startu utrke što može uzrokovati da automobil vozi kotač, a za neke automobile i bolje lansiranje. Na performanse i rukovanje automobilom utječu kozmetičke izmjene [potreban citat] poput spojlera i hauba, koje utječu na potisnu silu automobila - bolji spojleri omogućuju bolje podešavanje upravljanja prigušivačem sprijeda i straga. Vizualne nadogradnje povećavaju vizualnu ocjenu automobila, do ocjene 10,0. Najmanje jedan automobil u garaži za karijeru mora biti vizualno nadograđen na ocjenu 10,0 kako bi se otključalo svih 10 DVD događaja (popunjavanjem ovih nagrada igrač s DVD omotom), a svaka faza ima potreban broj DVD događaja.
Performanse automobila mogu se poboljšati nadogradnjom motora automobila, upravljačke jedinice motora (ECU), mjenjača, ovjesa, guma, kočnica, smanjenjem težine automobila i dodavanjem turbo i/ili dušika. Igrač ima mogućnost nadogradnje performansi kroz pakete nadogradnje ili kupnjom pojedinačnih dijelova svake kategorije izvedbe. NFS: Underground 2 također uvodi sustav podešavanja dyno-a koji igračima omogućuje specifično ugađanje određenih aspekata automobila kao što su ECU, turbo, opruge ovjesa, prednji i stražnji amortizeri, omjeri prijenosa, aerodinamika, pristranost kočnica, pojedinačno prianjanje guma itd. Igrač može provjeriti postavke putem dyno run -a koji će prikazati grafikon zakretnog momenta i snage u odnosu na o/min, te procijenjeno vrijeme od 0 do 100 km/h. 

### Multiplayer
Underground 2 imao je mogućnosti za više igrača na Internetu na PS2, PC-u i Xboxu do 2010. kada je EA Games zatvorila svoje poslužitelje, pa je značajka postala neupotrebljiva. Računalna verzija ima način rada za više igrača LAN, a utrke za više igrača putem interneta i dalje se mogu izvoditi pomoću načina igre LAN i virtualnog LAN -a (virtualna privatna mreža). 

## Vanjske poveznice
- Službena EA stranica